# 法の華三法行
超宗・法の華三法行 (ちょうしゅう・ほうのはなさんぽうぎょう) は、かつて静岡県富士市に本部を置いていた新宗教団体。教祖の福永法源以下幹部が霊感商法に関わる詐欺罪で摘発された事により解散した。
しかし、その後も残党が「よろこび家族の和＝天華の救済」と名を変え活動を続けていたが、2014年3月には福永法源が模範囚として刑期を短縮され出所、2015年には「復活祭」が大々的に行われ、実質的な活動が再開された。福永らは出所後も「天声は天法大師法源法師さまを通して、私たち人類に伝えられています」などと主張している。組織名を2016年10月に「第3救済 慈喜徳会」に改称した。本部は神奈川県川崎市中原区新丸子東。
2018年に福永法源は「第3救済 慈喜徳会」の所属から外れ、後継者を名乗る二代目・法源が「天喜びの大樹」を設立した（のちに二代目・法源のウェブサイトは閉鎖）。天喜びの大樹の設立について、慈喜徳会は名指しはしなかったものの「後継ぎを名乗る者が現れても、当会あるいは福永法源らとは一切関係がなく、分派ではない」と無関係を主張した。

## 歴史

### 創始
法の華三法行は、昭和55年（1980年）1月6日に東京都で福永法源により創始された。その後埼玉県川口市で、「億万長者養成道場」「右脳塾院」「人間社長塾」等の看板を掲げて自己啓発セミナー事業を本格化させた。参加者を肉体的・精神的に疲労させ「最高です!」など単純なスローガンを連呼させるマインドコントロール手法を用い、週刊誌にタイアップ記事を打ったり、ワイドショーの取材を受けるなどして教勢を拡大した。

### 富士天声村設立
昭和59年（1984年）11月には静岡県富士市伝法にプレハブを作り、同地で布教活動を行うようになる。これを契機として同教団は富士市の地を拠点とするようになった。昭和62年（1987年）3月20日には、静岡県知事の宗教法人認証を受けた。法人登記の目的欄には次のように記載されていた。
その後法の華三法行は同市厚原字大石に本部移転を行い「富士天声村」という本部研修場の建設を進めるようになった。天声村は昭和63年（1988年）建設の「天地堂」（1,483.16㎡）、平成元年（1989年）建設の「天行堂」（933.86㎡）、平成3年（1991年）建設の「寄宿舎」（668.96㎡）などからなり、平成5年（1993年）には社務所（1,521㎡）・温行館（842.30㎡）が建設された。法の華三法行の関連施設は本部所在地の富士市内だけでも相当な規模であり、平成7年時点で計21,120.64㎡にも上ったという。
また渋谷区の統一教会本部に隣接する渋谷区松濤にも豪華な施設を構えた。「宗教を超えるもの」だとして「超宗」を自称し、都内の東海道新幹線や首都高速道路沿いに「天行力」の大看板を掲げ、テレビやラジオで放送枠買い取り番組を流したり、著書の広告を四大新聞に打つなどして知名度を上げ、東京ドームで「天行力大祭」を挙行した平成7年（1995年）の最盛期には、公称信徒数10万人を豪語した。また1995年のオウム真理教事件以降、福永は法師と呼ばせていたという。
平成13年にかけて「天声村ユートピア完成計画」が練られ、平成7年には法の華三法行のシンボルとなった天声大門が建設され、毎夜ライトアップされた。この天声大門は駐車場の整備という、周辺住民への虚偽の説明によって建設されたものである。また蓮池金堂等も設けられる予定であったが、この段階になると富士市の住民より苦情が相次ぐようになっていた。騒音・交通渋滞・修行者の徘徊、無造作な教団施設拡大計画が問題視されていたという。そのため平成8年には教団側は蓮池金堂の建設中止を決定した。

### 摘発から逮捕まで
平成11年（1999年）11月19日、栃木県警が信者らを摘発した。同年12月1日、強制捜査に着手。12月7日には関東在住の被害者5人が教祖である福永をはじめ13人を告訴した。平成12年（2000年）4月28日、福岡で法の華に対し初めての損害賠償判決が下る。そして5月9日に福永法源は逮捕された。5月29日の起訴後9月1日に刑事裁判が開始され、12月25日に東京法の華第1次訴訟で被害者らが全面勝訴した。教団は足裏診断と称する個人面談において、「前世の悪い因縁を放っておくとガンになる」「このままでは2001年に人類は滅亡する」等マニュアル化された脅し文句で信者の不安を煽り、仏舎利と称する物や福永の手形色紙等を売りつけていた。また「法納料」の名目で多額の金銭を巻き上げた行為が詐欺罪に問われ、教組の福永と実質的経営者だった福永の実母の井本房子、教団ナンバー2の星山康天こと李康天を含む幹部のほぼ全員にあたる12名が摘発された。被害総額は600億円以上に達し、事件発生当時の平成12年（2000年）では豊田商事事件に次ぐ大型詐欺事件であった。翌平成13年（2001年）3月29日に教団は破産宣告を受け、その破産手続開始の決定をもって、宗教法人法第43条の規定に従い宗教法人として解散となり、平成15年（2003年）4月23日に破産手続終結となった。

### 逮捕後
福永は平成17年（2005年）7月15日、東京地方裁判所で懲役12年（求刑懲役13年）の実刑を言い渡された。平成18年（2006年）12月1日東京高等裁判所の控訴審で原審維持の決定、最高裁判所第二小法廷も2008年8月29日上告棄却したため、有罪判決が確定し収監された。公判においては教団の組織犯罪行為が認定され、その他の元幹部に対しても各々有罪が確定した。平成23年（2011年）1月に一部幹部が大元の流れを汲んだ団体「天華の救済」を立ち上げ活動を行っており、天華の救済公式サイトで法の華三法行との関係性を認めている。

## 勧誘手法
1. 多くは法の華三法行の教祖福永法源の著書に接することに始まる。株式会社アースエイドから『病苦を超える最後の天行力』ほか多数の著書を書店の目立つ箇所に山積みさせさも人気があるやに見せかけ、その他、街頭の看板、電車の中吊広告などを利用し宣伝を行うほか、街頭、駅周辺、病院周辺などで、著書の無料配布も行う。福永が複数のディプロマミルから名誉博士号を購入して以降、環境問題専門家の『エコロジスト』とも名乗り出し、著名人（マザー・テレサ、ビル・クリントン、サイババ、アグネス・チャン、吉村作治ら）との会談を、機関紙の『ゼロの力学』『さくら新聞』『アースエイド』『エコボイス』等に連載、売名活動に勤しんだ他、『マルタカ』等の実業部門も運営した。
2. 有名人（英国元首相サッチャー首相、クリントン大統領など）との対談の様子を演出して交友関係があるかのように装い[13]、テレビ出演なども行う。
3. 著書の中にアンケートはがきを入れ、回答者には小冊子をプレゼントすると記載し、回答すると法の華に所属する者から勧誘の電話等が入る。アンケートの内容は、回答者の抱える悩みなど心理状態が分かるよう工夫されている。勧誘では、回答を利用し「足裏診断」へ誘いだす。

## 足裏診断
「天の気は頭から入って足から抜ける」との独自仮説により、足の裏を見ればその人の健康状態から仕事の悩み・家庭の悩みなど全てが判ると説いた。「足裏」にはツボがあり健康との関係が広く知られていることを悪用したとされる。
足裏診断の手法や相談者への説得手法を記載した「足裏診断マニュアル」を作成し、教団関係者に教育徹底するなど、他の団体から霊感商法のノウハウを学んだと指摘されている。

## 教団の用語
福永には生長の家や自然の泉の信者だった時期があり、教義や用語に関連性が見られるとされる。
- 天声　研修終了後に要求される高額な金銭に対する言葉[15]
- 天行力（生きとし生けるものに等しく降り注ぐ生命活性エネルギー）
- 頭を取る（「アタマを取る」とも書く。目の前の現象に振り回されない自分に成ること）
- 「最高ですか～！？」「最高です！」（現在この瞬間が最高と思えるようにならねば、決して幸せは来ないとの教え）
- 足裏診断（「足裏鑑定」とも）
- 没我
- 七観行
- 天声村（教団本部）
- 三法行（法唱、法筆、法座をする行）
- 般若天行

釈尊教典の最も優れたとされる「般若心経」を単に心で拝むお経や知識としてにとどまらず、さらには人間本来の内なるものを引き出す実践に徹するために、般若心経を生活に活かす「心の行」として繰り返す実践法としてできた。「天華天行力三法行」は、276文字の「般若天行」を、願わず、求めず、繰り返し唱え、書くことにより、大自然のリズムと調和し、人間の意識を超越した「行」となり、いつしか人間本来のよろこびを毎日の生活の中で味わうことができるのだ、と説明。
- 法唱（七観行・般若天行を唱えること）
- 法筆（般若天行を写経すること）
- 法座
- 人間完成
- 天納金（信者から集めた金銭）
- 生態哲学博士（教祖が「学位」と称するもの）
- アースエイド（出版事業を行う教団関連会社。2001年、破産）
- 超宗
- ゼロの力学
- 右脳塾院